# Archeologické rozhledy
Archeologické rozhledy (pol. „perspektywy archeologiczne”) – czeskie czasopismo naukowe poświęcone zagadnieniom z zakresu archeologii, wydawane przez Instytut Archeologii Akademii Nauk Republiki Czeskiej.
Pismo jest skoncentrowane tematycznie na wczesnych dziejach człowieka i jego kultury materialnej, problematyce rozwoju środowiska życiowego oraz na współczesnych kierunkach w archeologii, zwłaszcza w ramach Europy Środkowej. Na łamach czasopisma publikuje się opracowania o znaczeniu ponadregionalnym oraz doniesienia o nowej literaturze.
Periodyk ukazuje się od 1949 roku.
Według stanu na 2020 rok funkcję redaktora naczelnego pełni Martin Ježek.

## Redaktorzy naczelni
- 1949–1975 – Jan Filip
- 1976–1990 – Josef Poulík
- 1991–1996 – Jiří Hrala
- 1997–2000 – Václav Matoušek
- od 2000 – Martin Ježek